# إد عيسى (آيت على نتاكوت)
إد عيسى هو دُوَّار يقع بجماعة إيبضر، إقليم سيدي إفني، جهة كلميم واد نون في المملكة المغربية. ينتمي الدوّار لمشيخة آيت على نتاكوت التي تضم 63 دوار. يقدر عدد سكانه بـ 65 نسمة حسب الإحصاء الرسمي للسكان والسكنى لسنة 2004.

## روابط خارجية
- البوابة الوطنية للجماعات الترابية
- المندوبية السامية للتخطيط